# إيماجن كب

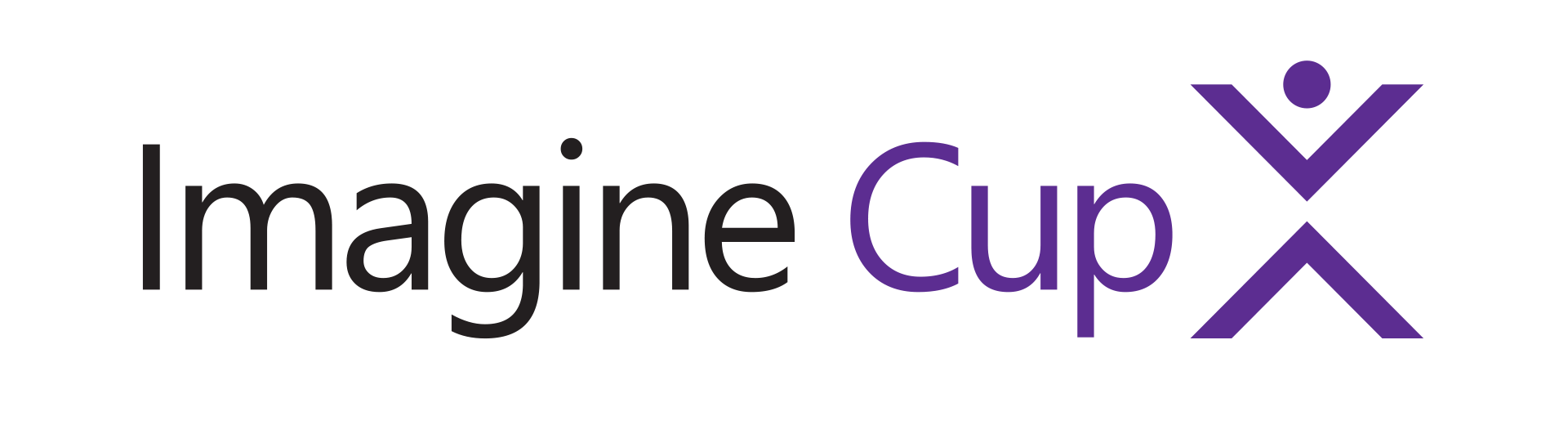

إيماجن كب أو كأس التخيل (بالإنجليزية: Imagine Cup)، هي مسابقة سنوية تقيمها شركة مايكروسوفت للبرمجيات. لاكتشاف المواهب الشابة. حيث يتم دعوة عدد من التقنيين والمتفوقين الشباب من كافة أنحاء العالم لحل عدد من المشاكل المستعصية. تشتمل المسابقة على تصميم البرمجيات، حيث يتم تكوين عدة فرق للمشركين لا يتجاوز عدد المشتركين 4 لكل فريق من مستوى الدراسة الثانوية والمعاهد المهنية والكلّيات، لتقديم حلول لبرمجيات تعالج موضوع معين حيث ان الموضوع هذا العام عن البيئة.
أقيمت أولى مسابقات ايماجن كب عام 2003. ومنذ ذلك الحين ازداد عدد المتسابقين بصورة مطّردة، حيث بلغ عدد المتسابقين عام 2006 65 ألف متسابق يمثلون 100 بلد حول العالم بينها ثمان دول عربية وهي مصر والسعودية والأردن وتونس والمغرب والجزائر ولبنانو فلسطين.و عادة ما يخرج المتسابقون العرب من الجولات الأولى لمسابقة وذلك لتركيز المناهج العربية على المجالات النظرية على عكس نظيراتها الأسيوية والأوربية .و يجدر بالذكر أن إجمالي قيمة الجوائز المالية التي تقدمها مايكروسوفت لهذه المسابقة 170 ألف دولار.و تم أقامة المسابقات وأماكن تنظيمها منذ ابتكارها كالتالي :
- 2003، برشلونة، البرتغال.
- 2004، ساوباولو، البرازيل.
- 2005، يوكوهاما، اليابان.
- 2006، دلهي، الهند.
- 2008، باريس، فرنسا الموضوع العام«البيئة المستدامة».

والتي تضمنت:
- حلول تكنولوجية:

1. هندسة برمجيات.
2. أنظمة مضمنة وهي الحلول التي تتيح تصغير أجهزة تكنولوجيا المعلومات وتلك التي تتيح استخدامها بصورة محمولة (Embedded Development)
3. ٍَِتصميم البرمجيات.

في مسابقة تصميم البرمجيات يوقم الطلاب بمحاكاة العالم الواقعى وصنع حلول برمجية قوية باستخدام تكنولوجيا وأدوات مايكروسوفت. يجب على المتسابقون أن يبنوا تطبيقاتهم على اطار لدوت نت.Net Frame work ونظام التشغيل ويندوز windows كلما شرعوا في بناء أو تجربة تطبيقات هدفها تغيير العالم إلى الأفضل. هذه المسابقة هي الوحيدة التي تتم على المستوى المحلى ولاتقام على الويب. الدول والمناطق المشاركة تقوم باختيار الفريق المناسب ليتأهل إلى التصفيات النهائية في باريس في يونيو 2008.
1. تطوير الألعاب(Game Development).

- تحدي المهارات الذي يشتمل على :

1. مسابقة هوشيمي للبرمجة (Project Hoshimi Programming Battle)التي يستخدم فيها الطلاب الذكاء الاصطناعي في توفير حلول تكنولوجية لبعض المشكلات.
2. تقنية المعلومات.
3. خوارزميات

- الفن الرقمي:

1. فوتوغرافيا (تصوير).
2. تصوير أفلام قصيرة.
3. تصميم واجهات المواقع(Interface Design)

## الانتقادات الموجهة لمسابقة
تلقت شركة مايكروسوفت انتقادات لتضمن المسابقة على عقود قانونية تتضمن بنود تقول :بمجرد قبول الفائز بالمسابقة للجائزة فأنه يوافق على منح شركة مايكروسوفت استخدام المفاهيم ،الأفكار، التقنيات ،و الحلول المقدمة من قبل هذا الفائز «لأي هدف كان».